# Benés
|  | Aquest article és sobre el poble d'aquest nom. Per a l'antic municipi, vegeu Benés (antic municipi). |

Benés és un poble ribagorçà del terme municipal de Sarroca de Bellera, al Pallars Jussà. Fins al 1972, però, era cap del terme municipal de Benés, de l'Alta Ribagorça.
Es troba a la part central del seu antic municipi, i a la nord-oest de l'actual de Sarroca de Bellera, al peu d'un serrat i a prop del barranc de la Coscolla, afluent per la dreta del riu de Manyanet. És en els vessants orientals de la muntanya de Sant Quiri, dalt del qual hi ah el santuari d'aquell mateix nom.
És accessible des de Sarroca de Bellera seguint cap al nord-oest la carretera L-521, i, al cap d'1 quilòmetre, quan està a punt d'entroncar amb la N-260, surt cap al nord una pista rural asfaltada que mena a Xerallo, Castellgermà, les Esglésies i la Mola d'Amunt, on arriba en uns 900 metres. Des d'aquest lloc surt cap al nord la pista que comença seguint la vall del riu de Manyanet aigües amunt, però enfilant-se cada cop més decididament cap al nord-oest. Així, en poc més de 3 quilòmetres s'arriba al poble de Benés.
L'església de Benés, sufragània de Sant Julià de Sentís, és dedicada a Santa Coloma, advocada contra les pestes, les malvestats i la bruixeria.
Mentre tingué prou habitants, Benés conservà vives algunes tradicions ancestrals, com la de guardar una llesca de pa tallada la nit de santa Coloma, convençuts que aquell pa duia felicitat, salut i prosperitat (si el pas es floria, mal senyal). Una altra tradició era que els pastors combreguessin a missa acompanyats d'un xai negre o marró, a més de creure que els xais nascuts a la nit de Nadal feia de protecció de tot el ramat. Finalment, el matí de diumenge de Pasqual era tota una festa, per als nois de Benés: anaven casa per casa, on els donaven ous i cansalada, amb la qual cosa feien un bon àpat, aquell dia.

## Història
El segle xvi, Benés apareix dins de la sotsvegueria de Pallars, i dins dels dominis dels comtes d'Erill, que en mantingueren el senyoriu fins al 1831, any de l'extinció dels senyorius.
Pascual Madoz inclou Benés en el seu Diccionario geográfico... del 1845. En principi, a l'apartat de Benés només diu que és un dels tres que constitueixen el Batlliu de Sas. En l'apartat corresponent detalla els tres nuclis, i de Benés diu que té 5 cases, de mala fàbrica. Les malalties més comunes són cadarns, reumes i cadarns, produïdes pel clima fred i el variable del temps. També hi ha malalties gàstriques a causa de la mala alimentació. El terreny és àrid, trencat en totes les direccions, escabrós i de mala qualitat. S'hi conreaven 800 jornals, hi ha molt de bosc baix, així com oms, freixes i àlbers, alguns prats i pocs horts. Hi havia un molí fariner i alguns séquies per a regar els pocs horts existents en el terme. S'hi produïa blat, ordi, llegums, patates, hortalissa, fruita i pastures, amb les quals s'alimenta el bestiar de vaques, ovelles i cavalls. La població era de 8 veïns (caps de família) i 43 ànimes (habitants).
El poble de Benés formava part del districte municipal del Batlliu de Sas, que en una data indeterminada entre 1898 i 1920 canvià el nom i la capitalitat, i passà a ser Benés. Finalment, el 1972 se l'agregà a Sarroca de Bellera, del Pallars Jussà.
El 1960 conservava 22 habitants, que havien baixat a 8 el 1980 i a 5 el 2005.